# Nepenthes rhombicaulis
Nepenthes rhombicaulis is een vleesetende bekerplant uit de familie Nepenthaceae. De soort is endemisch op Sumatra. De soortaanduiding rhombicaulis is samengesteld uit de Latijnse woorden rhombicus (ruitvormig) en caulis (stengel). De naam verwijst naar de vorm van de doorsnede van de internodiën. De plant lijkt zowel qua morfologie als groeiwijze sterk op N. gymnamphora.

## Beschrijving

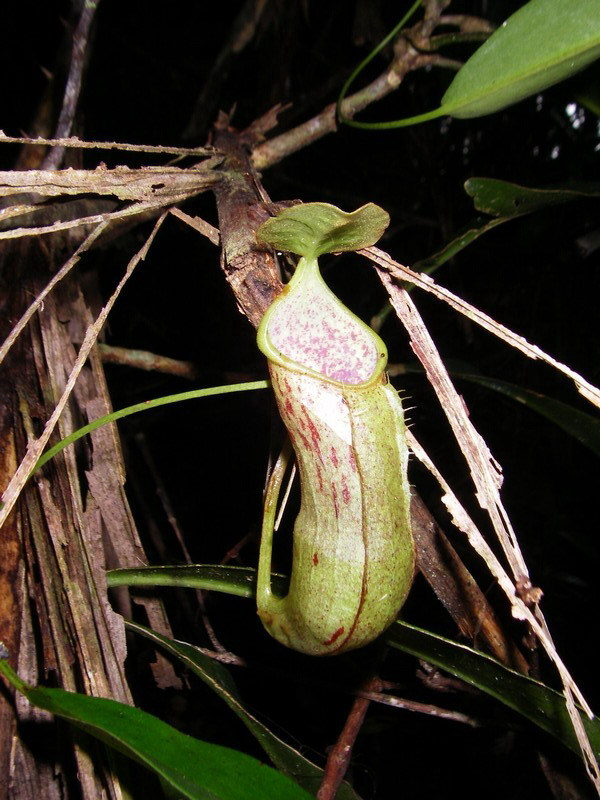
Bovenbekers worden zelden geproduceerd.

Nepenthes rhombicaulis is een klimplant met vrijwel geen beharing. De stengel kan een lengte van 35 meter bereiken en is daarmee een van de langste in het geslacht Nepenthes.  De internodiën worden maximaal 20 centimeter lang en 1 centimeter in doorsnede. De bladeren worden maximaal 25 centimeter lang en 4 centimeter breed. De ranken die de bladeren met de vangbekers verbinden zijn tot 15 centimeter lang.
De onderbekers zijn tot twaalf centimeter hoog en vier centimeter breed. Ze variëren van effen dofgoen tot licht rood met rode vlekken. De ronde bekeringang heeft een maximaal vijf millimeter breed peristoom (bekerrand), die varieert van lichtgroen tot donkerpaars. Bovenbekers worden zelden waargenomen en zijn nauwelijks beschreven.

## Verspreiding

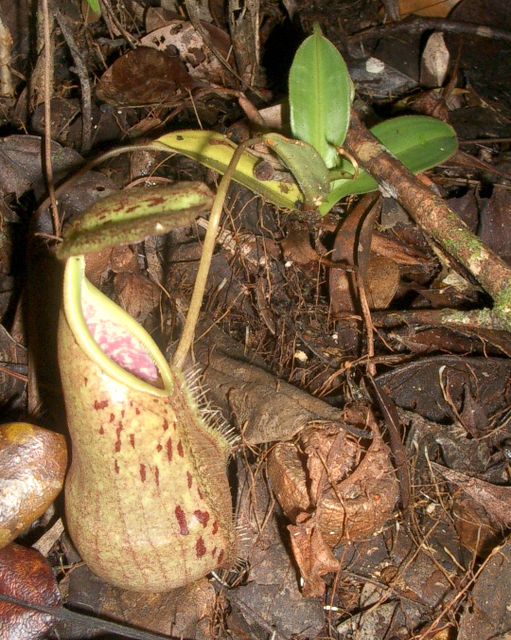
Een kleine bladrozet met onderbeker op de strooisellaag

Nepenthes rhombicaulis is bekend van een aantal bergtoppen in Noord-Sumatra, met name die rond het Tobameer. Hij is waargenomen in dichte, schaduwrijke bossen op hoogtes van 1600 tot 2000 meter boven zeeniveau. Het is een van de weinige Nepenthes-soorten die algemeen is in onderbegroeiing.
Regelmatig worden onderbekers ontwikkeld in detritus en bladafval op de bosbodem. Deze kunnen hier twee keer zo groot worden dan de onderbekers boven de grond.

## Natuurlijke hybriden

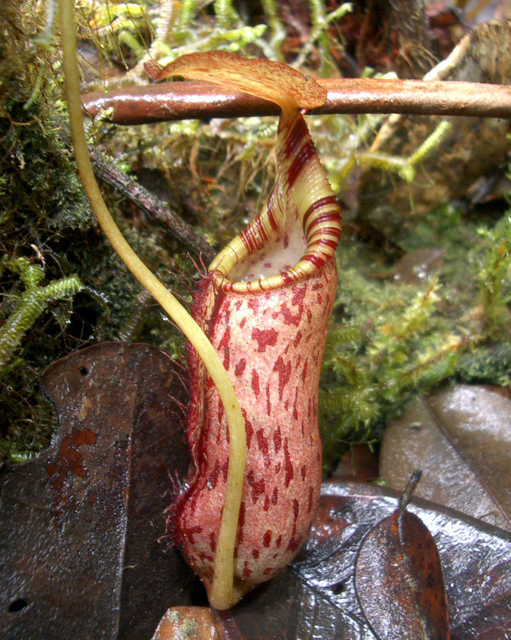
Een onderbeker van N. rhombicaulis × N. spectabilis

De volgende natuurlijke hybriden van Nepenthes rhombicaulis zijn beschreven:
- N. flava × N. rhombicaulis
- ? N. gymnamphora × N. rhombicaulis
- N. ovata × N. rhombicaulis
- N. rhombicaulis × N. spectabilis
- N. rhombicaulis × N. tobaica

... · 
N. alata · 
N. albomarginata · 
N. ampullaria · 
N. argentii · 
N. aristolochioides · 
N. attenboroughii · 
N. bicalcarata · 
N. bokorensis · 
N. bongso · 
N. boschiana · 
N. burkei · 
N. campanulata · 
N. chaniana · 
N. danseri · 
N. deaniana · 
N. densiflora · 
N. diatas · 
N. distillatoria · 
N. edwardsiana · 
N. ephippiata · 
N. gracilis · 
N. gymnamphora · 
N. hirsuta · 
N. inermis · 
N. insignis · 
N. jamban · 
N. khasiana · 
N. lamii · 
N. leyte · 
N. lingulata · 
N. lowii · 
N. macfarlanei · 
N. macrophylla · 
N. madagascariensis · 
N. masoalensis · 
N. maxima · 
N. mirabilis · 
N. monticola · 
N. northiana · 
N. ovata · 
N. peltata · 
N. pervillei · 
N. pitopangii · 
N. rafflesiana · 
N. rajah ·
N. rhombicaulis · 
N. rosea ·
N. sanguinea · 
N. sibuyanensis · 
N. spathulata · 
N. tenax · 
N. tenuis · 
N. veitchii ·
N. ventricosa ·
N. vieillardii ·
N. villosa · 
...